# Larry Lamb
Larry Lamb, bürgerlicher Name: Sir Albert Lamb KB (* 15. Juli 1929; † 19. Mai 2000) war ein britischer Zeitungsredakteur. 

## Leben
Lamb war von 1969 bis 1972 und von 1975 bis 1981 Redakteur bei der Sun sowie von 1983 bis 1986 beim Daily Express. Lamb wurde 1980 auf Betreiben Margaret Thatchers in den Adelsstand erhoben. Thatchers Wahlerfolg wurde von der Berichterstattung der Sun über den Arbeitskampf unter der vorherigen Regierung der Labour Party beeinflusst.
Lamb war seit 1968 Redakteur der Daily Mail in Manchester, bevor ihn Rupert Murdoch (News Corporation) für die erneut eingeführte Sun abwarb. Er führte den populistischen Stil der Sun ein und verwendete publikumswirksam den Begriff Winter of Discontent (Winter der Unzufriedenheit, aus dem Stück Richard III. von W. Shakespeare) für die Serie von Streiks während des Winters 1978/1979.
Er war seit 1979 stellvertretender Vorsitzender der News Group Newspapers Ltd., wurde 1981 zur Western Mail nach Australien versetzt, und edierte seit 1982 The Australien. 1983 verließ er die News Group und wechselte zum Daily Express. Nach seinem Ausscheiden 1986 gründete er eine eigene Agentur für Öffentlichkeitsarbeit, Larry Lamb Associates.
Sein Spitzname wurde inspiriert von der Figur Larry the Lamb aus der Childrens Hour, einer ehemaligen Radiosendung der BBC für Kinder.
| Personendaten    | Personendaten                  |
| ---------------- | ------------------------------ |
| NAME             | Lamb, Larry                    |
| ALTERNATIVNAMEN  | Lamb, Albert (wirklicher Name) |
| KURZBESCHREIBUNG | britischer Zeitungsredakteur   |
| GEBURTSDATUM     | 15. Juli 1929                  |
| STERBEDATUM      | 19. Mai 2000                   |